# Sarah Kent
Pour les articles homonymes, voir Kent (homonymie).
Sarah Kent, née le 10 février 1990 à Kalgoorlie, est une coureuse cycliste australienne. Spécialiste de la poursuite sur piste, elle est championne du monde de poursuite par équipes en 2010 à Copenhague avec Josephine Tomic et Ashlee Ankudinoff.

## Palmarès

### Championnats du monde
- Aguascalientes 2007 (juniors)
  -  Médaillée d'argent de la poursuite juniors
- Le Cap 2008 (juniors)
  -  Championne du monde de poursuite par équipes juniors (avec Megan Dunn et Ashlee Ankudinoff)
  -  Médaillée d'argent de la poursuite juniors
- Pruszkow 2009
  -  Médaillée de bronze de la poursuite par équipes (avec Josephine Tomic et Ashlee Ankudinoff)
- Ballerup 2010
  -  Championne du monde de poursuite par équipes (avec Josephine Tomic et Ashlee Ankudinoff)

### Coupe du monde
- 2008-2009
  - 2e de la poursuite par équipes à Melbourne
- 2009-2010
  - 1re de la poursuite par équipes à Pékin
  - 3e de la poursuite par équipes à Melbourne
- 2010-2011
  - 1re de la poursuite par équipes à Melbourne (avec Katherine Bates et Josephine Tomic)
  - 3e de la poursuite par équipes à Pékin

### Championnats d'Océanie
- Adélaïde 2010
  -  Championne d'Océanie de poursuite par équipes (avec Katherine Bates et Josephine Tomic)
  -  Médaillée d'argent de la course aux points
  -  Médaillée de bronze du scratch

### Championnats nationaux
- Championne d'Australie de poursuite par équipes en 2008 et 2009 (avec Josephine Tomic et Melissa Hoskins)